# Ou (digramme)
Cette page contient des caractères spéciaux ou non latins. S’ils s’affichent mal (▯, ?, etc.), consultez la page d’aide Unicode.
Pour les articles homonymes, voir OU.
Ou (minuscule ou) est un digramme de l'alphabet latin composé d'un O et d'un U.

## Linguistique
- Dans de nombreuses langues qui l'utilisent, le digramme « ou » note la diphtongue [ou] ou un son proche. C'est le cas du néerlandais, de l'afrikaans, du tchèque, du finnois, de l'estonien, etc.
- En portugais, il a historiquement noté cette diphtongue, qui est aujourd'hui le plus souvent monophtonguée en [o].
- En français, il note le plus souvent la voyelle [u] (comme dans « nous »), plus rarement la semi-voyelle [w] (comme dans « oui »).
- En anglais, il note le plus souvent la diphtongue [aʊ] (ex. house, loud, mouth, shout, out), mais également d'autres voyelles telles que [ʌ] dans trouble, [əʊ] ou [oʊ]/ dans soul, [ʊ] dans would, [uː] dans group. La graphie a été empruntée au français à l'époque du moyen anglais pour noter un son qui était à l'époque [uː], et dont la prononciation a ensuite évolué du fait du grand changement vocalique.
- En breton et en cornique, il note la voyelle [u].

## Représentation informatique
À la différence d'autres digrammes, il n'existe aucun encodage du Ou sous la forme d'un seul signe. Il est toujours réalisé en accolant les lettres O et U.